# 桶滝
桶滝（おけたき）は、石川県輪島市にある滝。
巨岩に空いた3メートル程の穴の中から水が流れ落ちるという珍しい構造の滝で、底の抜けた桶の様である事がその名の由来である。
1987年(昭和63年)からは石川県指定名勝及び天然記念物に指定されている。

## 地形

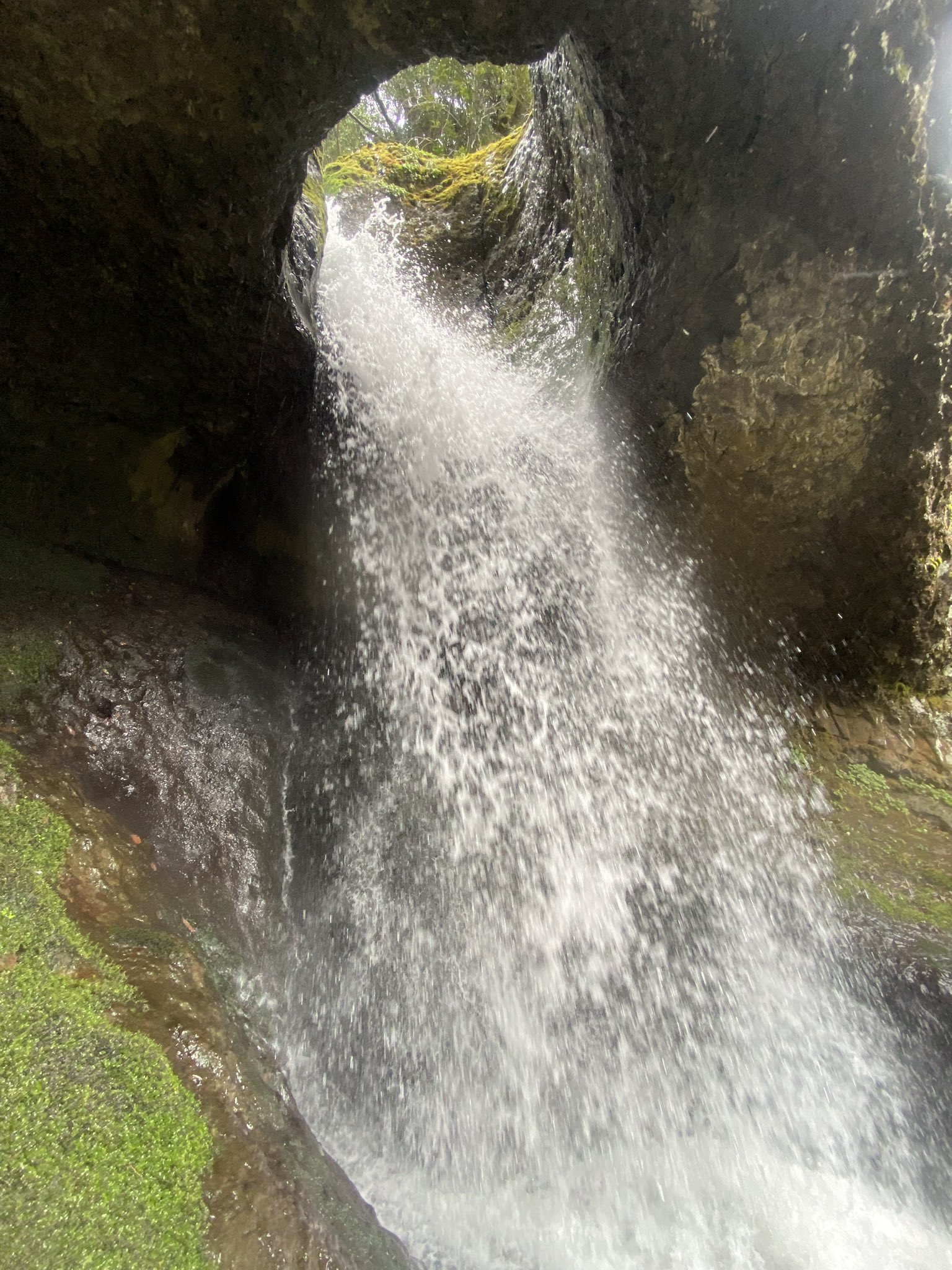
桶滝の洞穴

桶滝川河口から上流1キロメートルにある突出した中新生中期の道下礫岩層からなる巨岩に、直径3メートルの縦方向の洞穴が形成され、その中を河川が滝となって通過している潜り滝である。
直線距離で南西に1キロメートルの西二又川にある男女滝では桶滝と同じく道下礫岩層からなる巨岩に、河川で削られた甌穴の滝壺が多数見られる。これは桶滝の潜り滝構造を壮年期とすると、男女滝は侵食の途中段階である幼年期に当たると考えられる。
桶滝から更に侵食が進んだ老年期には、やがて桶構造を成している滝周辺の岩が崩れ痕跡が消滅すると思われる。

## 伝承
桶滝より上流の五町(約550メートル)先には籠穴という横穴があり、その下を河川が流れている。この穴は平家の残党が住んでいたという伝説がある。

## アクセス
輪島市街地から石川県道38号を16キロメートルほど進み、大沢集落から林道を300メートル程遡ると桶滝の駐車場に至る。